# Квасов, Михаил Егорович
Михаил Егорович Квасов (1905—1986) — советский украинский партийный деятель, первый секретарь Ворошиловградского комитета КП(б)У Украины (1938—1940).

## Биография
С 1926 года член ВКП(б).
С 1937 года начальник Политического отдела совхоза.
С 1937 года по 1938 год 1-й секретарь Старобельского окружного комитета КП(б) Украины.
С 1938 года заведующий Отделом руководящих партийных органов ЦК КП(б) Украины.
С 18 июня 1938 года по 25 января 1949 года член ЦК КП(б) Украины.
С 18 июня 1938 года по 5 февраля 1941 года кандидат в члены Организационного бюро ЦК КП(б) Украины.
С 13 ноября 1938 года по 21 декабря 1940 года 1-й секретарь Ворошиловградского областного комитета КП(б)У Украины. Делегат 18-го съезда ВКП(б)(март 1939) и 15-го съезда КП(б)У (май 1940).
С 21 марта 1939 года по 20 февраля 1941 года член Центральной Ревизионной Комиссии ВКП(б). На XVIII конференции ВКП(б) в феврале 1941 года выведен из состава Центральной ревизионной комиссии, как необеспечивший выполнение обязанностей члена ЦРК.
После 1941 года — заместитель народного комиссара местной топливной промышленности Украинской ССР, затем руководитель треста «Киргизуголь» (Ош).

## Награды
7 февраля 1939 года Михаил Егорович Квасов за перевыполнение плана по сельскохозяйственным работам получил орден Ленина.